# Perfect Dark (Game Boy Color)
Pour les articles homonymes, voir Perfect Dark (homonymie).
Perfect Dark est un jeu vidéo d'action, développé par Rare, sorti sur Game Boy Color en 2000.
Sorti peu de temps après le Perfect Dark de la Nintendo 64, le jeu propose d'incarner Joanna Dark à travers sept missions afin de démanteler un réseau illégal de fabrication de cyborgs.
Le jeu utilise une vue objective de dessus. Néanmoins, à certains moments dans le jeu, le joueur est placé en vue subjective.
La cartouche du jeu comprend un dispositif « vibrant » intégré dont l'effet rappelle celui du Rumble Pak de la Nintendo 64.

## Accueil
- Gamekult : 7/10[1]
- GameSpot : 5.3/10[2]
- IGN : 7/10[3]
- Jeuxvideo.com : 13/20[4]